# Mohamad Ghaddar
Mohamad Mahmoud Ghaddar (em árabe: محمد غدار; Beirute, 1 de janeiro de 1984) é um futebolista libanês que atualmente joga pelo Al-Jaish pelo Campeonato Sírio de Futebol e também defende a Seleção Libanesa de Futebol.

## Títulos

### Clubes
Nejmeh Sporting Club
- Campeonato Libanês de Futebol:5
  - Campeão:1999-00, 2001-02, 2003-04, 2004-05, 2008-09
- Líbano FA Cup:1
  - Campeão:1998
- Super-Copa do Líbano:4
  - Campeão:2000,2002,2004,2009
- Líbano Elite Cup:5
  - Campeão:2001, 2002, 2003, 2004, 2005

Individual
- Artilheiro da Copa da AFC em 2007 pelo Nejmeh (5 gols)